# ناگاوا
ناگاوا (به لاتین: Ngawa County) یک شهرستان در جمهوری خلق چین است که در Ngawa Tibetan and Qiang Autonomous Prefecture واقع شده‌است.